# Boeing Future of Flight
Pour les articles homonymes, voir Boeing.
Le Boeing Future of Flight est un musée de l'aéronautique américain situé à Everett, dans l'État de Washington. Ouvert en décembre 2005, il sert par ailleurs de lieu de réservation des visites guidées de l'usine Boeing d'Everett, laquelle se situe de l'autre côté de l'aéroport du Paine Field.